# Fédération des étudiants francophones
Pour les articles homonymes, voir FEF.
 (aout 2020).
La Fédération des Étudiants Francophones (FEF) est un syndicat étudiant fondé en 1973. C'est à ce jour la seule organisation de représentation étudiante de la Communauté française de Belgique, et ce depuis 2019. 
Elle représente actuellement près de 190 000 étudiants, issus de plus de 30 établissements d'enseignement supérieur en Fédération Wallonie-Bruxelles. Les membres sont issus des 3 types d'enseignement supérieur : Universités, Hautes écoles (HE) et Écoles Supérieures des Arts (ESA).
Depuis 2003, la FEF est reconnue formellement par le gouvernement comme "Organisation Représentative Communautaire" des étudiants en Communauté française. Elle est également affiliée à l'Union des étudiants d'Europe (ESU).

## Historique

### Fonctionnement actuel
La FEF se définit comme un "organisme politique indépendant", qui a pour mission de "défendre les droits d’étudiant·e·s de tout horizon."
D'après son site internet, elle "assiste les conseils étudiants dans leurs missions, diffuse les dernières actualités étudiantes et assure le suivi et la gestion de dossiers en matière d’enseignement supérieur."
La FEF propose également un service juridique qui s'occupe de traiter les recours étudiants.

### Critiques et réformes passées
Des critiques dans la presse émergent à partir de 2011 concernant le fonctionnement de la FEF. Les reproches qui lui sont adressés sont la présence importante d'une jeunesse communiste, un manque de transparence du bureau et le passage d'un mode de décision bottom-up à un mode top-down (c'est notamment le fonctionnement des sections régionales). Ces critiques auront pour conséquence la désaffiliation de membres (UCL, FUNDP, UMONS, notamment).
En septembre 2011, en réaction à ces critiques, la FEF crée un groupe de travail sur le fonctionnement interne de l'organisation, puis transforme en profondeur son mode de fonctionnement. Des modifications statutaires sont votées lors de conseils fédéraux extraordinaires. Sont ainsi successivement approuvés : l'interdiction de cumuler responsabilités à la FEF et dans un parti politique, l'interdiction pour un représentant de la FEF de se présenter à des élections, une ouverture du bureau de la FEF au pluralisme (les élections suivantes obligeront la mise en place d'une coalition en cas de présence de plusieurs listes concurrentes), et la possibilité de convoquer des conseils fédéraux (organe législatif) extraordinaires pour mieux contrôler l'action du bureau.
Le départ de l'AGL (représentant les étudiants de l'UCL) coïncide avec une unification des conseillers fédéraux restants, approuvant à 80 % une note d'orientation présentée par le bureau élargi.
Le Bureau de la FEF démissionne collectivement le 30 mars 2012 avec l'ambition de parachever les réformes successives et de faire converger des visions communautaires de différentes associations (notamment entérinées par l'organisation d'états généraux de la représentation étudiante). Deux jours plus tard, un Bureau d'Union de Transition, paritaire entre membres de l'ancienne équipe et membres issus des conseils étudiants critiques de l'ancien fonctionnement, est élu. Après trois mois, des élections régulières mettront en place un nouveau bureau entièrement renouvelé, parachevant l'apaisement des tensions.

### Anciens présidents
- 1983-1984 : Olivier Pirotte
- 1984-1985 : Guy Malevez
- 1985-1987 : Luc Devigne
- 1987-1988 : Jean-Paul Lacomble
- 1988-1989 : Henri Monceau
- 1989-1990 : Jean Leblon
- 1990-1991 : Jean-Marc Nollet
- 1991-1992 : Philippe Lesne
- 1992-1994 : Pierre Verbeeren
- 1994-1995 : Philippe Henry
- 1995-1996 : Fabrizio Bucella
- 1996-1997 : Grégor Chapelle
- 1997-1999 : Emily Hoyos
- 1999-2000 : Steffen Fobe
- 2000-2001 : François Schreuer
- 2001-2002 : Nicolas Hourt
- 2002-2003 : Jonathan Couvreur
- 2003-2004 : Sahra Van Hosmael
- 2004 : Mathilde Collin (mandat non terminé)
- 2004-2006 : Renaud Maes
- 2005-2006 : Delphine Michel (faisant fonction, termine le mandat de Renaud Maes à la suite d'ennuis de santé)
- 2006-2007 : Aurian Bourguignon
- 2007-2009 : Mathias El Berhoumi
- 2009-2010 : Romain Gaudron
- 2010-2012 : Michaël Verbauwhede
- 2012-2013 : David Mendez
- 2013-2015 : Corinne Martin
- 2015-2016 : Brieuc Wathelet
- 2016-2018 : Maxime Mori
- 2018-2019 : Maxime Michiels
- 2019-2021 : Chems Mabrouk[11]
- 2021-2022 : Lucas Van Molle[12]
- 2022-2024 : Emila Hoxhaj [13]
- 2024 : Hajar Benhachemi (retrait à la suite de tensions internes) [14]
- 2024-2025 : Adam Assaoui[14]

## Conseils étudiants affiliés
La FEF compte 35 conseils étudiants affiliés.